# 13-та повітряна армія (США)
13-та повітряна армія (США) (англ. Thirteenth Air Force) — повітряна армія ПС США, що до 2012 року входила до Тихоокеанського командування Повітряних сил. Штаб-квартира повітряної армії розташовувалася на військово-повітряній базі Гіккам (Перл-Гарбор-Гіккам), на острові Оаху в штаті Гаваї. Основним завданням повітряної армії було забезпечення оборони повітря у зоні відповідальності Тихоокеанського командування ПС, за виключенням Корейського півострову. 28 вересня 2012 року повітряна армія розформована, її складові елементи включені до Тихоокеанського командування.

## Призначення
13-та повітряна армія з моменту свого заснування в 1942 році та протягом війни діяла виключно в Тихоокеансько-азійській зоні. Останні роки до розформування організаційно входила до Тихоокеанського командування Повітряних сил, на неї покладалися завдання із захисту повітряного простору у зоні відповідальності в південно-західній частині Тихого та акваторії Індійського океану. Армія перебувала в постійній бойовій готовності та підтримувала проведення різнорідних операцій, зокрема з Повітряними силами країн-союзників і партнерів у регіоні.